# Cristo negro
Cristo negro és una pel·lícula dramàtica espanyola del 1963 dirigida per Ramón Torrado Estrada, coautor del guió amb Joaquín Romero Marchent i protagonitzada per l'actor cubà René Muñoz, famós per haver protagonitzat Fray Escoba.

## Sinopsi
Mikoa és un jove de raça negra, educat en la missió del pare Braulio després de l'assassinat del seu pare, i batejat com a Martín. Està enamorat de Mary, una noia blanca a la que coneix des de la infància, filla del terratinent Janson. Un dia, mentre passeja amb la seva amiga, es troba amb Charles, un antic capatàs blanc que va assassinar al seu pare. En el transcurs d'una festa, Charles ataca a Mikoa i aquest intenta defensar-se.

## Repartiment
- René Muñoz	...	Mikoa / Martín
- Jesús Tordesillas...	Pare Braulio
- María Silva...	Mary Janson
- Charito del Río	 ...	Sor Alice
- María Antonieta Hernández	...	Nina
- José Bódalo... Janson
- José Manuel Martín ... Charles

## Premis
Manuel Parada va rebre el premi a la millor música als Premis del Sindicat Nacional de l'Espectacle de 1962.